# Mistrovství Evropy v boxu žen 2009
VII. mistrovství Evropy žen v boxu proběhlo v Mykolajivu, Ukrajina ve dnech 15. až 20. září 2009. Organizátorem turnaje mistrovství Evropy byla European Boxing Confederation (EUBC).

## Česká stopa
Na mistrovství Evropy startovaly za Česko 2 boxerky:
- −60 kg: Danuše Dilhofová (* 1978) z SK Lady Box Brno
- −69 kg: Martina Jindrová (* 1991) z BC Narama Plzeň

## Výsledky
| Ženy   | Zlato                        | Stříbro                      | Bronz                      | Bronz                        |
| ------ | ---------------------------- | ---------------------------- | -------------------------- | ---------------------------- |
| –46 kg | Svetlana Gněvanovová (RUS)   | Natalie Lungová (SWE)        | Oksana Štakunová (UKR)     | Steluța Duțăová (ROU)        |
| –48 kg | Jenny Hardingzová (SWE)      | Jelena Saveljevová (RUS)     | Monika Csiková (HUN)       | Lidia Ionová (ROU)           |
| –51 kg | Teťana Kobová (UKR)          | Shipra Nilssonová (SWE)      | Virginie Naveová (FRA)     | Sümeyra Yazıcıová (TUR)      |
| –54 kg | Karolina Michalczuková (POL) | Ivanna Krupeňová (UKR)       | Viktorija Usačenková (RUS) | Helena Falková (SWE)         |
| –57 kg | Sofija Očigavaová (RUS)      | Julija Ciplakovová (UKR)     | Marzia Davideová (ITA)     | Nagehan Gülová (TUR)         |
| –60 kg | Kathleen Taylorová (IRL)     | Meryem Zeybeková (TUR)       | Denica Elisejevová (BUL)   | Oleksandra Sidorenková (UKR) |
| –64 kg | Gülsüm Tatarová (TUR)        | Farida el-Hadratiová (FRA)   | Jana Zavjalovová (UKR)     | Vera Sluginová (RUS)         |
| –69 kg | Lotte Lienová (NOR)          | Katarzyna Furmaniaková (POL) | Teťana Ivaščenková (UKR)   | Gihade Lagmiriová (FRA)      |
| –75 kg | Irina Siněcká (RUS)          | Lilija Durněvová (UKR)       | Ulrike Brücknerová (GER)   | Anita Duczaová (HUN)         |
| –81 kg | Luminița Turcinová (ROU)     | Selma Yağcıová (TUR)         | Mária Kovácsová (HUN)      | Desislava Lazarovová (BUL)   |
| +81 kg | Naděžda Torlopovová (RUS)    | Şemsi Yaralıová (TUR)        | Raluca Chișová (ROU)       | Inna Ševčenková (UKR)        |

## Medailová bilance
V boxu se rozdělilo celkem 11 sad medailí.
| Pořadí | Stát            |       | Ženy    | Ženy  | Ženy | Celkem |
| Pořadí | Stát            | Zlato | Stříbro | Bronz |      | Celkem |
| ------ | --------------- | ----- | ------- | ----- | ---- | ------ |
| 1.     | Rusko (RUS)     |       | 4       | 1     | 2    | 7      |
| 2.     | Ukrajina (UKR)  |       | 1       | 3     | 5    | 9      |
| 3.     | Turecko (TUR)   |       | 1       | 3     | 2    | 6      |
| 4.     | Švédsko (SWE)   |       | 1       | 2     | 1    | 4      |
| 5.     | Polsko (POL)    |       | 1       | 1     | 0    | 2      |
| 6.     | Rumunsko (ROU)  |       | 1       | 0     | 3    | 4      |
| 7.     | Irsko (IRL)     |       | 1       | 0     | 0    | 1      |
| 7.     | Norsko (NOR)    |       | 1       | 0     | 0    | 1      |
| 9.     | Francie (FRA)   |       | 0       | 1     | 2    | 3      |
| 10.    | Maďarsko (HUN)  |       | 0       | 0     | 3    | 3      |
| 11.    | Bulharsko (BUL) |       | 0       | 0     | 2    | 2      |
| 12.    | Německo (GER)   |       | 0       | 0     | 1    | 1      |
| 12.    | Itálie (ITA)    |       | 0       | 0     | 1    | 1      |
| Celkem | Celkem          |       | 11      | 11    | 22   | 44     |